# Оквілл
Оквілл (англ. Oakville) — місто в провінції Онтаріо в Канаді. Оквілл розташований в регіональному муніципалітеті Галтона приблизно за 31 км від міста Торонто і 20 км від міста Гамільтон. Місто — частина промислового району, прозваного «Золотою підковою» (англ. Golden Horseshoe).

## Історія
З 1793 року Дандас-стріт була у використанні військовими. У 1805 році Законодавчі збори Верхньої Канади купили землі між Етобіко й Гамільтоном у корінного населенні Місісагів за винятком земель у гирлах Дванадцятимильного струмка (Бронте-Крік), Шістнадцятимильного струмка і вздовж річки Кредит. У 1807 році британські іммігранти заселили територію навколо Дандас-стріт, а також на березі озера Онтаріо. 

## Українські місця в Оквілі
- Парк ім. Тараса Шевченка — (англ. Taras Shevchenko Memorial Park) знищений вандалами з московії у 2007 році;
- Фундація Українського музею та Парку ім. Тараса Шевченка — (англ. Ukrainian Taras H. Shevchenko Museum and Memorial Park Foundation) (Музей закладений у 1951, у 1988 музей згорів, а в 1995 відновлений у Торонто);
- Культурний центр Святого Володимира;
- Український цвинтар Св. Володимира (почав діяти в 1984 році);
- Церква св. Йосифа (парафія заснована 1956)[2];

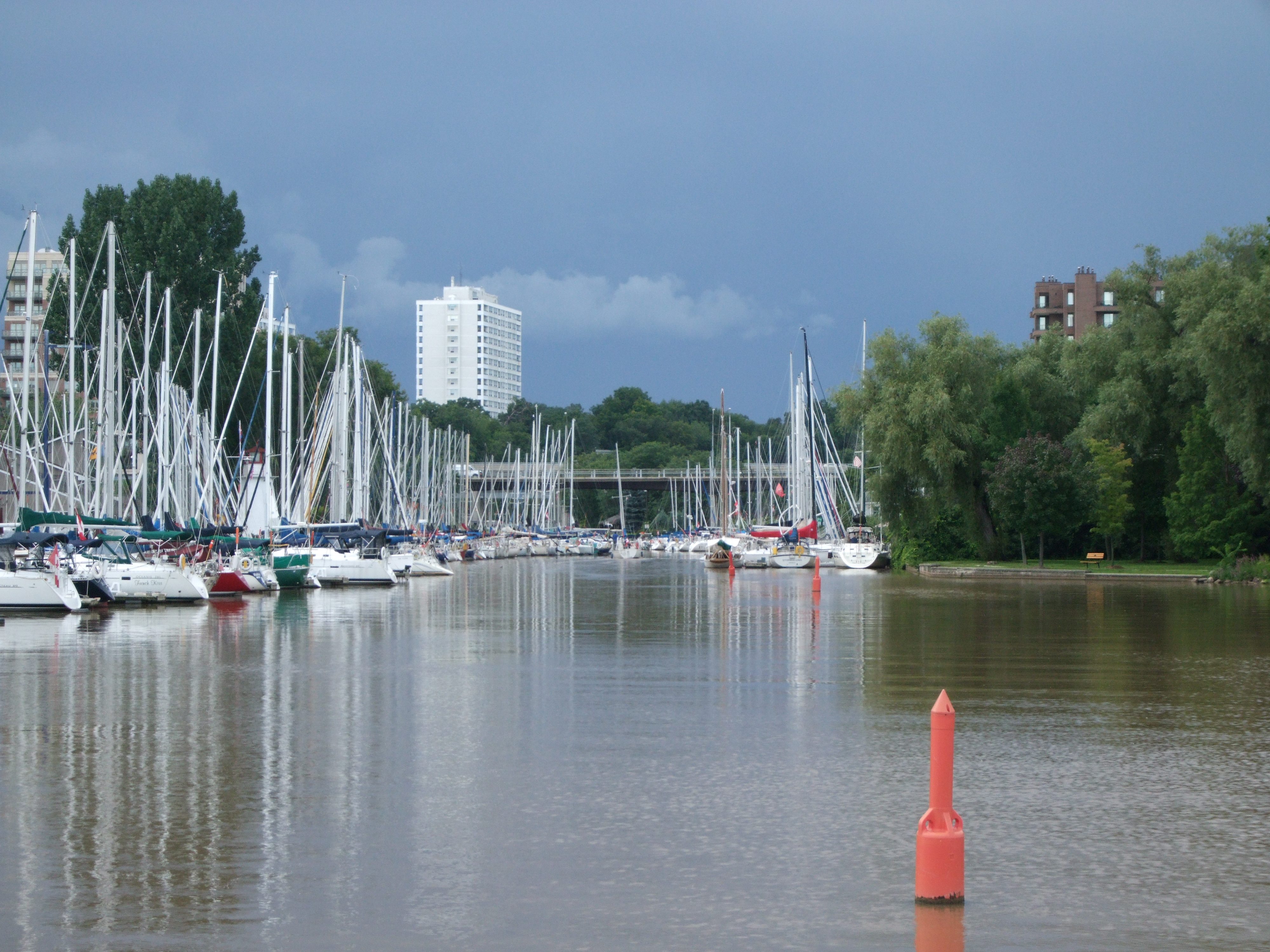
Гавань Оквілла

- Рідна Школа Оквілл. Гавань Оквілла

## Українці Оквілла

### Поховані
- Андрій Бабич
- Верига Василь Іванович
- Іванис Василь Миколайович
- Кулик Микола
- Улас Самчук